# Siomakî, Berdîciv
Siomakî (în ucraineană Сьомаки) este un sat în comuna Halciîn din raionul Berdîciv, regiunea Jîtomîr, Ucraina.

## Demografie
Componența lingvistică a localității Siomakî
     Ucraineană (97,09%)
     Rusă (1,94%)
Conform recensământului din 2001, majoritatea populației localității Siomakî era vorbitoare de ucraineană (97,09%), existând în minoritate și vorbitori de rusă (1,94%).